# Чортовець
Чортовець (в радянські часи — Назаренкове) — село в Україні, у Городенківській міській громаді Коломийського району Івано-Франківської області.
Відповідно до Розпорядження Кабінету Міністрів України від 12 червня 2020 року № 714-р «Про визначення адміністративних центрів та затвердження територій територіальних громад Івано-Франківської області» увійшло до складу Городенківської міської громади.

## Опис
Село Чортовець розташоване на відстані 18 км від центру громади, за 6 км від залізничної станції Острівець. Через село проходить шосе. Населення села — 3030 осіб.

## Географія
Селом протікає річка Чортовець.

## Археологія
Давніми слідами проживання людини на місцевості, де утворилось село, є знаряддя праці скребки, придатні до різання і здирання шкіри тварин палеолітичного віку близько 40-20 тисяч років до н. е. Про пізньопалеолітичні контакти, що були між людьми, свідчать матеріали, знайдені недалеко між с. Чортовець і с. Незвисько (північно західна сторона).
З пам'яток матеріальної культури доби неоліту близько 5-2,5 тис. років до н. е. виявлено такі знахідки: в основному камінні сокири, глиняний посуд із зображенням спіралей, а також кістяні вироби.
Близько с. Чортовець на межі з с. Острівець, знайдено свідчення людської діяльності часів бронзової доби — це вироби з чистої міді, а пізніше з бронзи. Це серпи, ножі, наконечники списів тощо.

## Історія
Перші свідчення проживання ранньослов'янських племен є знахідки глиняного посуду 6-9 століття. З 9 по 10 століття територію і околиці теперішнього села населяло слов'янське плем'я білих хорватів.
У князівську добу свідченням заселення села є виявлені неукріплені поселення сільського типу Городенківщини в тому числі с.Незвисько, неподалік від села Чортовець. До середини 14 ст. територія села Чортовець входила до складу Галицько-Волинського князівства з навколишніми селами.
Згадується 28 квітня 1462 року в книгах галицького суду.
Починаючи з 16 ст. населення піддавалось нападам татар.
Всередині 17 століття на Галичині розгорілося величезне на той час повстання під проводом Семена Височана, загін якого проходив через село. Восени 1648 року мешканці села приєдналися до повстанського загону.
Після надання м. Городенці (теперішньому райцентру) Магдебурзького права з середини 18 ст. в селі стали поселятися євреї. З 1772 р. після першого поділу Речі Посполитої вся Городенківщина, в тому числі і Чортовець увійшли до складу Австрійської імперії.
В 1856 р. в селі була заснована однокласна школа.
У 1870-х рр. відомий львівський краєзнавець Антоній Шнайдер опрацював для Чортівця (як колишнього містечка) проект герба: на червоному тлі зелений, обернений назад дракон, з пащі якого виходить полум'я (ЛНБ ім. В.Стефаника. — Відділ рукописів. — Ф. 144. — Оп. 5. — Спр. 5. — Арк. 276).

### Під час Другої світової війни
22 червня 1941 року зазнали бомбардувань сусідні з Чортівцем населені пункти.
Більшість громадян єврейської нації зазнали репресій з боку нацистів. В селі було їх 36 родин (320 осіб). Їм дали наказ зібратись в Городенці. Відібрали в них всі цінні речі і дозволили решті повернутися, але житло було в них відібране. Шевці, кушніри, кравці, жили у людей в комірних і працювали. За нацистською термінологією «Єврейське питання» остаточно було вирішене зимою 1941—1943 рр. Євреїв села знову зігнали в гетто, декого з євреїв місцеві жителі переховували в своїх оселях. Це Ленцегер Гершко і його син Абрум, Е. Карлік Саля (22 р.) у громадянина Борисевича П. І., Срумшина Сара з дитиною у Водянчика М. І. Після визволення вони переїхали у м. Чернівці.
У зв'язку з тим, що фронт зупинився на довгий час, довелося евакувати прифронтові села, в тому числі і Чортовець. Евакуація жителів села відбулася 7 травня 1944 року. На підводах селяни прибули у села Снятинського району Красноставці, Підвисоке, Трофанівка, Балинці. І там проживали майже 2 місяці.

### Радянський період

Пам'ятник Тарасу Шевченку в центрі села Чортовець (2025)

Внаслідок посухи 1946 р. до осені 1947 р. значна частина населення була охоплена голодом. Найтяжче було зимою, до якої люди були не готові, так як не змогли зробити запасів.
У 1948 р. відкрито сільський клуб з бібліотекою. У 1948 р. почалась організація колгоспів. У селі було створено 4 колгоспи. У 1950 році в селі було відкрито дільничу лікарню в приміщенні резиденції священика. В 1971 році збудовано новий Будинок культури (Народний Дім). При Народному домі є бібліотека на 15 тисяч книг, працюють різні гуртки художньої самодіяльності. В останні роки побудовано дитячий садок на 140 місць. З 1989 року розпочато газифікацію села і продовжується і зараз.
В 1976 р. село було перейменоване на Назаренкове, на честь полковника, Героя Радянського Союзу Назаренка П. Д., що загинув на Івано-Франківщині.

### Незалежність
Відповідно до постанови Верховної Ради від 11.06.1993 № 3278-XII "Про відновлення колишніх найменувань окремим населеним пунктам Івано-Франківської області" назва села Назаренкове була змінена на його історичну назву - Чортовець.

## Сьогодення
У селі діють початкова та середня школа, клуб, 2 бібліотеки; медичний пункт. Закладено парк і 2 сквери.
Село спеціалізується на вирощуванні капусти і здобуло славу «капустяної столиці Західної України».
Також село відоме унікальною гаївкою-танцем «Сербен», яку танцюють на Провідну неділю чоловіки села з давніх-давен.

## Пам'ятки місцевого значення
- Церква Пресвятої Трійці (мур.); 1790 р.; реєстраційний номер 410-іф (Коломийська єпархія УГКЦ [Архівовано 29 серпня 2018 у Wayback Machine.]).
- Церква святого Миколая (дер.); 1906 р.; реєстраційний номер 698.[8] (Коломийська єпархія УПЦ КП).

- Обертинська Долина — ботанічний заказник.

## Відомі люди

### Вихідці із Чортівця
- д-р Борковський Іван — відомий археолог, вчений зі світовим ім'ям, дослідник Празького граду.Чомусь у вікіпедії записано с. Раковець, а не Чортовець, як місце народження.
- д-р Іван Головацький — доктор біологічних наук, професор, голова Громадської ради «Музею визвольної боротьби України».
- Ольга Плешкан — українська художниця.

### Пов'язані з селом
- Багато років працював у селі український поет Іван Дмитрович Плешкан (1866—1902).

### Василь Стефаник
В червні-вересні 1900 року в селі перебував український письменник і громадський діяч Василь Стефаник. Тут він написав новели «Озимина», «Злодій», «Похорон», «Сон», «Такий панок», які згодом ввійшли до збірки «Кленові листки». Василь Стефаник гостював у свого товариша Івана Плешкана. Іван Дмитрович Плешкан (1866—1902) був родом з с. Тулова на Снятинщині.
Меморіальна дошка встановлена на фасаді Чортовецького Народного Дому.